# 1910 a jogalkotásban
1910-ben az alábbi jogszabályokat alkották meg:

## Magyarország

### Törvények
- 1910. évi I. törvénycikk Az ujonczlétszámnak az 1910. évre való megállapitása tárgyában
- 1910. évi II. törvénycikk Az 1910. évre kiállitandó ujonczok megajánlásáról
- 1910. évi III. törvénycikk Az 1910. évben viselendő közterhekről és fedezendő állami kiadásokról
- 1910. évi IV. törvénycikk Több állami beruházás költségeinek fedezéséről, a kamatozó állami pénztárjegyek beváltásáról és a pénztári készletek kiegészitéséről
- 1910. évi V. törvénycikk A Romániával 1893. évi deczember hó 21/9-én kötött kereskedelmi egyezményhez tartozó, 1909. évi április hó 23/10-én kötött pótszerződés beczikkelyezéséről
- 1910. évi VI. törvénycikk A legeltetési forgalom megtiltásáról
- 1910. évi VII. törvénycikk A konzuli biráskodás szabályozásáról szóló 1891:XXXI. tc. hatályának ujabb meghosszabbitásáról
- 1910. évi VIII. törvénycikk Az 1910. évi népszámlálásról
- 1910. évi IX. törvénycikk A közönséges büntettesek kölcsönös kiadatása iránt Paraguay köztársasággal Buenos-Airesben 1907. évi október hó 16. napján kötött államszerződés becikkelyezéséről
- 1910. évi X. törvénycikk Az Ethiopiával 1905. évi márczius hó 21-én kötött kereskedelmi szerződés beczikkelyezéséről
- 1910. évi XI. törvénycikk A jászapáti-vámosgyörki helyi érdekü vasut engedélyezése és az ujszász-jászapátii helyi érdekü vasuttal való egyesitése tárgyában
- 1910. évi XII. törvénycikk Az aradi és csanádi egyesült vasutak engedélytartamának, valamint adó- és illetékmentessége lejárati idejének egységesitése tárgyában
- 1910. évi XIII. törvénycikk A nagybélicz-privigyei helyi érdekü vasut részvénytársaság engedélyokiratának és engedélyokirati függelékének egyesitése tárgyában
- 1910. évi XIV. törvénycikk A losonczvidéki helyi érdekü vasut részvénytársaság engedélyokiratának és engedélyokirati függelékének egyesitése tárgyában
- 1910. évi XV. törvénycikk  A pécs-bátaszéki helyi érdekü vasut engedélyezése tárgyában
- 1910. évi XVI. törvénycikk  A debreczen-nagyváradi helyi érdekü vasutvonal engedélyezése tárgyában
- 1910. évi XVII. törvénycikk Az eszék-vinkovczei helyi érdekü vasutvonal engedélyezése tárgyában
- 1910. évi XVIII. törvénycikk Az arad-hegyaljai helyi érdekü motoros vasut arad-pankotai fővonalából kiágazólag az arad-csanádi egyesült vasutak Világos állomásához vezető összekötő vonal engedélyezése tárgyában
- 1910. évi XIX. törvénycikk Az 1911. év első négy hónapjában viselendő közterhekről és fedezendő állami kiadásokról
- 1910. évi XX. törvénycikk Az Adria m. kir. tengerhajózási részvénytársasággal kötött egyezmény beczikkelyezéséről
- 1910. évi XXI. törvénycikk A kir. biróságok és ügyészségek tagjainak az igazságügyministeriumban való ideiglenes alkalmazhatásáról szóló 1899:XLVIII. törvénycikk hatályának további meghosszabbitásáról